# Diogeniano (tribuno)
Diogeniano (em latim: Diogenianus) foi um oficial romano do século V, ativo durante o reinado do imperador ocidental Honório (r. 395–423). Ativo nos primeiros anos do século, é mencionado num documento datado de 8 de fevereiro de 414 como homem claríssimo (vir clarissimus) e tribuno dos prazeres (tribunus voluptatum) e teria recebido em Cartago, segundo outro documento, este datado de 23 de janeiro de 415, outro tribuno dos prazeres.